# Hechtia dichroantha
Hechtia dichroantha là một loài thực vật có hoa trong họ Bromeliaceae. Loài này được Donn.Sm. mô tả khoa học đầu tiên năm 1906.